# Jutro będzie za późno
Jutro będzie za późno (czeski Zajtra bude neskoro; ros. Завтра будет поздно, Zawtra budiet pozdno) – radziecko-czechosłowacki dramat wojenny z 1972 roku.

## Obsada
- Milan Kňažko jako kapitan Ján Nálepka
- Oldo Hlaváček jako martin, adiutant Nálepki
- Michal Dočolomanský jako oficer Wehrmachtu Brauniss
- Jozef Budský jako oficer Wehrmachtu Laube
- Mikuláš Huba jako dowódca 101. Pułku Słowackiego Lányi
- Juraj Sarvaš jako Hirner
- Ivan Rajniak jako Čaniak
- Anton Mrvečka jako Hobza
- Bronislav Križan jako oficer Priesol
- Jozef Majerčík jako Čaplovič
- Jozef Kroner jako nauczyciel
- Jaroslav Ďuríček jako Kramer
- Juraj Kováč jako żołnierz
- Nonna Mordiukowa jako Kuziurka
- Jewgienija Wietłowa jako białoruska studentka medycyny i partyzantka Wiera
- Majia Bułgakowa jako kobieta
- Anton Ulický jako Pavlík
- Štefan Turňa jako Rudy